# Shoes
Shoes er en amerikansk stumfilm fra 1916 af Lois Weber.

## Medvirkende
- Mary MacLaren som Eva Meyer.
- Harry Griffith som Dad Meyer.
- Mattie Witting som Mom Meyer.
- Jessie Arnold som Lil.
- William V. Mong som Charlie.